# 톰모트

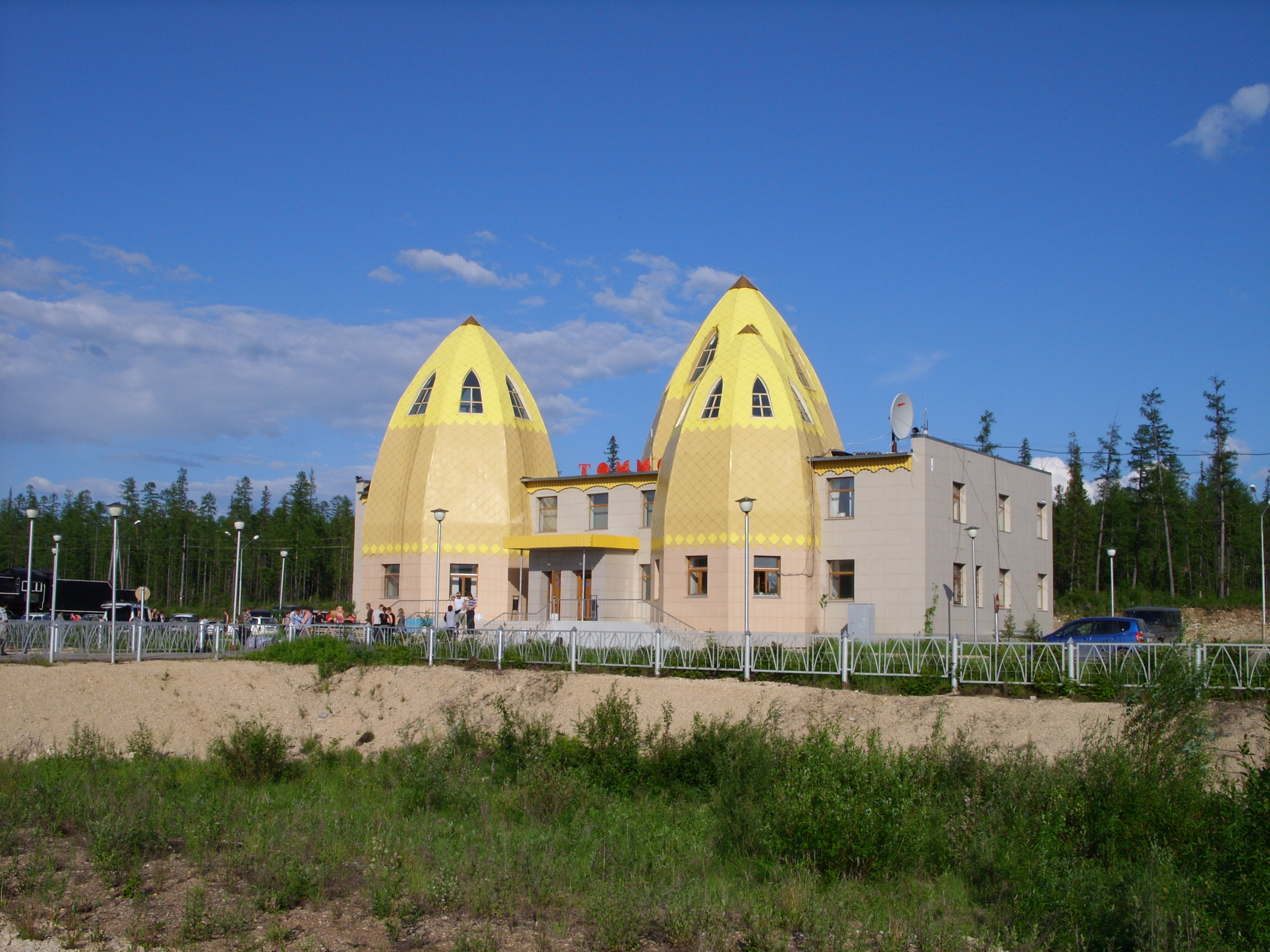

톰모트(러시아어: Томмот)는 러시아 사하 공화국에 위치한 도시로, 알단강 좌안과 접하며 야쿠츠크에서 남쪽으로 450 km 정도 떨어진 곳에 위치한다. 인구는 9,032명(2002년 기준)이다. 1923년 신설되었다.